# 1812 en musique
| \| • Retour à la chronologie générale de la musique populaire • \| |
| XXIe siècle • XXe siècle • XIXe siècle • XVIIIe siècle XVIIe siècle • XVIe siècle • XVe siècle • XIVe siècle XIIIe siècle • XIIe siècle • XIe siècle • Xe siècle IXe siècle • VIIIe siècle • Haut Moyen Âge • Rome • Grèce |
| • Retour à la chronologie générale de la musique populaire • |

| • Retour à la chronologie générale de la musique populaire • |

| Années de la musique populaire : 1809 - 1810 - 1811 - 1812 - 1813 - 1814 - 1815    |
| Décennies de la musique populaire : 1780 - 1790 - 1800 - 1810 - 1820 - 1830 - 1840 |

## Événements
- Création à Lyon de la goguette le Caveau lyonnais.
- André-Antoine Ravrio, Mes Délassements, ou Recueil de chansons, et autres pièces fugitives composées pour mes amis, Paris, Ballard ; l'ouvrage comprend notamment la chanson La Goguette.

## Naissances
- 28 février : Savinien Lapointe, chansonnier et goguettier français († 29 décembre 1893).
- Date précise inconnue : 
  - Félix Bovie, peintre et chansonnier belge († 1880).